# グノーシスのミサ
グノーシスのミサ（The Gnostic Mass、正式には Liber XV、第十五の書）は、アレイスター・クロウリーが率いた東方聖堂騎士団（O.T.O.）とその聖職部門であるグノーシス・カトリック教会の中心儀礼である。

## 概要
グノーシスのミサは、クロウリーがモスクワ旅行中の1913年に作成した。構成は多くの点で東方正教会の聖体礼儀に類似しているが、クロウリーによるセレマ宗教運動の諸原理の祝典として作られている。公にされた儀式であるため、実際の性魔術については曖昧な形で表現されている。
儀式は司祭、女司祭、助祭、「子等」と呼ばれる二人の侍者という5人で行われる。儀式の終盤は聖餐（ワインおよび光のケーキと呼ばれる聖餅）の相伴において頂点に達し、その後、会衆は「わが身に神々のものならざる部分なし」と宣言する。
クロウリーはグノーシス・ミサを書いた理由を Confessions 〔自伝『アレイスター・クロウリーの告白』〕の中でこう説明している。
このことを論じる上で、そのねらいとするところを説明し尽くしておいた方がよいだろう。人間の本性は（大抵の人の場合）宗教的衝動の充足を求めるが、大多数の人にとってこれは儀式的な手段によって最もよく成しうるだろう。だから私は、人々が必ず適切な儀式の影響下で行えば法悦に達し得るというような儀式を構築しようと思った。近年、この目的を達するのに失敗することが増えてきている。というのも〔現代の〕人々にとって既成宗派は知的信念を愕然とさせる常識破りのものであるからだ。かくて彼らの精神は〔宗教的〕熱狂というものに批判的になり、個の魂と普遍的魂との合一を達成することができない。これは、愛というものが知的には非合理的な思い込みであろうとも、愛するひとのことが四六時中頭から離れないようでなくては花婿は結婚を果たすことができない、というのと同じである。
私はこの儀式を、議論の余地のある形而上学的理論を導入することなく宇宙的諸力のはたらきの崇高性を讃えるものにしようと決めた。自然というものについて、最も唯物論的な科学主義者には支持されないであろう何らかの〔真理の〕表明を行ったり暗に示したりするつもりはなかった。表面的には困難なように思えるが、実際には、現象についての極めて厳密な合理的概念と、その〔自然現象の〕崇高性を極めて高尚かつ熱狂的に讃えることとを両立させるのは全く簡単なことであった。

クロウリーはグノーシス・ミサのテキストを三度発表した。『インターナショナル』誌という出版物（1918年）、『春秋分点』第3巻1号（1919年）、『魔術　理論と実践』（1929年）である。ミサはクロウリーがセレマ修道院を主宰していた間は非公開で行われ、1933年3月19日にカルフォルニア州ハリウッドの最初のアガペー・ロッジでウィルフレッド・T・スミスとレジナ・カールによって初めて公開で行われた。

## 聖堂
グノーシス・ミサの聖堂には4つの主な調度がある。
高祭壇: 寸法は横幅2.1m、奥行き0.91m、高さ1.1m。真紅の布が掛けられている。東またはスコットランドのボレスキン・ハウス（クロウリーが住んでいた家）の方角に設置されている。高祭壇の上に二段重ねの祭壇が乗っており、その上に全部で22本のキャンドル〔蝋燭〕と啓示の銘碑、法の書、杯、二束の薔薇が乗せられている。パテナ〔聖体皿：聖餅を乗せる銀製の小さな皿〕を載せる場所と女司祭の座るスペースがある。
高祭壇は大きなヴェール〔帳〕で包まれており、その基部には三段の階段状のものがある。高祭壇の両脇には二本の柱があり、白と黒の対になっている。
香祭壇: 階段の西方に立方体を重ねて作った黒い祭壇がある。
聖水盤: 水を入れることができる小さな円形の容器。
墓: 一般的には小さな囲われた空間で、帳で覆われた入り口がある。司祭と助祭と二人の子等を収容するのに十分な大きさでなければならない。

## 構成
グノーシス・ミサは6つの儀式で構成されている。

### 入祭唱の儀
会衆が聖堂に入り、助祭がセレマの法を述べ、グノーシスの信条が唱えられる。女司祭と子等が控室より入場する。女司祭は司祭を墓から蘇らせる。

### 破帳の儀
女司祭は高祭壇に就き、帳が閉じられる。司祭は堂々巡りして帳に近づく。助祭が暦〔セレマの年中行事〕を述べるなど、司官がそれぞれ口上を述べる。それから司祭は帳を開き、高祭壇に進み入る。

### 集祷
太陽、月、主、貴婦人、聖人達（クロウリー本人、老子や釈迦、ムハンマド等の古代の教祖、ヘルメスやパン神等の神話の存在、錬金術師のパラケルススやキリスト教神秘主義者のヤコブ・ベーメ、哲学者のニーチェや画家のゴーギャン、冒険家・翻訳者のリチャード・フランシス・バートン等の同世代の有名人、友人知人等、クロウリーが選んだ神話上の存在と人物）、大地、諸原理、誕生、結婚、死、終結に向けて11の祈りが捧げられる。

### 諸元素の聖別
聖体の準備。

### 聖歌
聖歌についてクロウリーは『告白』にこう書いている。
この時期〔1913年ごろ〕、フリーメイソンリーの中心密儀についての完全な解釈が意識の中で明確化し、私はこれを The Ship （『舟』）の中で劇的な形で表現した。歌詞の山場はいくつかの点で召喚における私の最高度の成果である。じっさい、唱和の冒頭「我なる汝よ、何よりも我なる者よ…」は、グノーシス・カトリック教会の儀式に聖歌として導入するのに適わしいものと思われた。

### 神秘的結婚と諸元素の相伴
聖餐は完成し、食される。司祭は最後の祝祷を行う。司祭、助祭、子等が退場する。会衆が退場する。

## グノーシスのミサの情景描写[4]
会衆が儀式の場に入ると、助祭が香祭壇（生命の樹のティファレトの象徴）の前に立っている。助祭は法の書を手に取り、これを大きな帳の中にある祭壇に奉納し、IAO の名においてセレマの法を宣言する。引き返して会衆を先導してグノーシスの信条を述べる。すなわち、主、太陽、カオス、大気、ババロン（セレマの女神）、バフォメット、グノーシス・カトリック教会、聖徒の交わり、ミサの奇蹟（すなわち聖餐）、さらには、自分が受肉した存在として生まれたこと、そして自らの個人の生が永久の反復であること、以上のことを信ずること（またはそれらの価値）を告げる。
処女が二人の子等と入場し、会衆に挨拶する。彼女は香祭壇と聖水盤のまわりを蛇の物腰で歩き（脊柱の基底部で対になっているクンダリニーの蛇の解放を象徴）、墓の前で立ち止まる。剣で帳を裂き、鉄と太陽と主の力によって司祭を生き返らせる。司祭は四元素（水と地、火と風）によって清められ聖別され、それから緋の長衣を着せられ、知恵の蛇である黄金のウラエウス〔蛇形徽章：エジプトの王権を象徴するコブラ〕冠を頭にはめられる。最後に彼女は司祭の槍をやさしく11回さすり、主を請ずる。
司祭は処女を抱き上げ高祭壇に連れて行き、地の頂に彼女を座らせる。司祭は女司祭を浄化し聖別した後、帳を閉じて三回堂々巡りし、残りの司官はその後をついていく。彼らは香祭壇の前に陣取り、（会衆一同とともに）跪いて礼拝する。一方、司祭は帳の前の階段の一段目に上がる。この象徴的な深淵越えにおいて、司祭は最初の口上を述べ、無限の夜空の女神ヌイトを請ずる。女司祭は司祭にヌイトとして呼びかけ、こちらに上ってくるよう誘いかける。司祭は二段目に上り、万物の無限に凝縮された中心であり、あらゆる星の火にしてあらゆる人の生命であるハディートとなる。助祭は一同を起立させ、暦〔セレマの年中行事〕を説く。司祭は三段目に上り、新アイオーンの戴冠せる征服児ラー＝ホール＝クイトを請ずる。司祭は槍にて帳を分け開き、高祭壇に座す裸になった女司祭を披露する。司祭はパーンの男性的な力をもって迎え、女司祭は槍に11回口づけて返礼とする。司祭は跪き、礼拝する。
次に助祭は11の集祷（太陽、主、貴婦人、諸聖人、大地、諸原理、誕生、結婚、死、終結）を唱える。
それから諸元素は槍の力によって聖別され、パンは神の身体に、葡萄酒は神の血に変化する。これらから司祭はわれらが主なる太陽であるオン（On）に捧げる象徴的な供物を作る。
司祭と会衆一同は聖歌を歌う。この聖歌はクロウリーの寓意劇『舟』から取ったもので、メイソンリーの第三位階の伝説を表す。
司祭は諸元素を主の名において聖別し、そしてまた全作業の本質的な効用を説く。すなわち健康、富、力、喜び、意志の実現の成功である永遠の幸福である。司祭は聖餅の一片を割り、槍の先に刺し、司祭と女司祭の二人はこれを杯の中に沈め、ΗΡΙΛΙΥ （クロウリーはこれをオーガズムの甲高い叫びと説明した）と叫ぶ。
司祭はバフォメットに請う、「獅子よ蛇よ、われらのうちで強大であれ」。つづいて司祭は会衆に向けてセレマの法を宣言する、「汝の意志することを行え、それが法のすべてとなろう」。すると会衆は「愛は法なり、意志の下の愛こそが」と返す。最後に司祭は次の言葉を唱えながら聖餐を口にする。（聖餅によりて）「わが口に太陽の生命の精髄のあらんことを」そして「わが口に大地のよろこびの精髄のあらんことを」。司祭は会衆に向き直り、宣言する、「わが身に神々のものならざる部分なし」。
つづいて会衆は順番に一人ずつ進み出て、司祭が行ったように一杯の葡萄酒と光のケーキを口にして聖体を拝領する。そして司祭が行ったのと同じように、おのおの神性の宣言を行う。その後、司祭は女司祭を帳の内に隠し、最後の祝祷を行う。
あなた方に主の祝福のあらんことを。
主があなた方の精神を啓発し、こころを穏やかにし、体を健やかにせんことを。
主があなた方に真の意志、大作業、最高善、真の叡智、全き幸福の成就をもたらさんことを。
司祭、助祭、子等は墓に退き、開いた帳を元に戻す。会衆は退場する。